# 斎藤重信
斎藤 重信（さいとう しげのぶ、1947年5月6日 - ）は、岩手県盛岡市出身のサッカー指導者。岩手県立盛岡商業高校や岩手県立大船渡高校のサッカー部監督として、両校を全国の強豪校に育て上げ、多くの選手を指導した。第85回全国高等学校サッカー選手権大会の優勝監督。

## 経歴

### 大学まで
1947年5月6日生まれ。岩手県盛岡市で生まれ育ち、盛岡市立厨川中学校から盛岡商業高校に進学する。この間、中学校時代は休み時間のサッカーに加わるくらいであったが、高校で先輩から「入れ」といわれたことがきっかけでサッカー部に入部し、新潟国体に出場した。
高校卒業後の1966年、順天堂大学に入学し、1年生の時から試合に出場した。大学の同期に、のちに流通経済大学付属柏高校などの監督を務める本田裕一郎がいる。在学中、教育実習がきっかけで千葉県立八千代高等学校でサッカーを指導し、このときに感じた教える喜びが教員になろうという気持ちを確固たるものにした。

### 高校サッカー指導者

#### 遠野農業高校
大学卒業後の1970年、岩手県教職員として採用され、岩手県立遠野農業高校（のちの遠野緑峰高校）に赴任し、サッカー部監督に就任。県内の強豪である岩手県立遠野高校との練習試合を重ねるなどして、東北大会に出場するなど力をつけていった。

#### 盛岡商業高校
1977年に教員異動で母校でもある盛岡商業高校サッカー部監督に就任。行きすぎた先輩後輩の上下関係を正すところからはじめ、部員の父母会立ち上げやOB会組織などをバックアップ体制構築、関東遠征による練習試合などを行う。
吉田暢らのいた1981年と1982年には第60回と第61回の全国高等学校サッカー選手権大会に連続出場し、第61回大会ではベスト8となった。また、1984年からは第63回、第64回、第65回、第66回、第67回、第68回と全国高校選手権に6回連続で出場する。1988年の第67回大会では準々決勝で、優勝する静岡市立清水商業高校にPK戦で敗れ、ベスト8となった。

#### 大船渡高校
1991年に教員異動にともない、岩手県立大船渡高校サッカー部監督に就任。大船渡高校は、小笠原満男などが入学したこともあって、順調に成果を挙げる。1996年から第75回、第76回と全国高校選手権に2回連続で出場し、第76回大会では3回戦で熊本県立大津高校にPK戦で敗れた。また、1997年には東北チャンピオンとして高円宮杯第8回全日本ユース(U-18)サッカー選手権大会に出場した。その後、1999年の第78回全国大会に出場した。

#### 盛岡商業高校復帰
2000年に教員異動にともない、盛岡商業高校に復帰。2002年から第81回、第82回、第83回と全国高校選手権に3回連続で出場し、2006年の第85回全国選手権で盛岡商業高校を同校史上初、東北勢としては40年ぶりとなる優勝に導いた。斎藤は大会前の11月に冠動脈血栓で約8時間の心臓手術を受けながらも、現場に復帰して優勝の瞬間を迎えた。
2009年、岩手県からJリーグ加盟を目指すクラブ、グルージャ盛岡のチームアドバイザーに就任した。また、レノヴェンスオガサFCのアドバイザー（顧問）に就任した。
2011年、盛岡商業高校講師退職を機にサッカー部監督から退き、総監督に就任した。

### 年表
- 1947年5月6日: 生まれ
- 1963 - 1965年度: 盛岡商業高校
- 1966 - 1969年度: 順天堂大学
- 1970 - 1976年度: 遠野農業高校 監督
- 1977 - 1990年度: 盛岡商業高校 監督
  - 1981 - 1982年度: 全国高校選手権出場。1982年度、ベスト8
  - 1984 - 1989年度: 全国高校選手権出場。1988年度、ベスト8
- 1991 - 2000年度: 大船渡高校 監督
  - 1996 - 1997年度: 全国高校選手権出場。1998年度、ベスト16
  - 1997年度: 全国高校選手権出場
- 2000 - 2011年度: 盛岡商業高校 監督
  - 2002 - 2004年度: 全国高校選手権出場。2004年度、ベスト8
  - 2006年度: 第85回全国高等学校サッカー選手権大会 優勝
- 2009年 - : グルージャ盛岡 チームアドバイザー
- 2009年 - : レノヴェンスオガサFC アドバイザー
- 2011年 - : 盛岡商業高等学校 総監督

## 著書・関連本
- 斎藤重信『盛岡商 斎藤重信発「夢は叶う」』（ベースボール・マガジン社、2007年）
- 吉沢康一『じょっぱり魂 "団塊の名将"斎藤重信と盛岡商業サッカー部全国制覇への軌跡 』（日刊スポーツ出版社 、2007年）